# Divina Pastora
Divina Pastora é um município brasileiro do estado de Sergipe. Localiza-se no leste do estado.

## História
O município de Divina Pastora remonta sua história bem antes do século XVIII, tendo surgido do alto de uma colina, do então conhecido povoado “Ladeira”. Teve sua primeira sede, a capela de São Gonçalo, que por motivo de ruína passou à Capela de Jesus, Maria e José, do Pé do Banco (Siriri), a qual, pelo mesmo motivo, voltou a sede primitiva, sendo esta última mudança determinada por Decreto de D. João VI em 1813.
Por volta de 1781, estando os religiosos capuchinhos italianos em missões populares nos sertões da Bahia e Sergipe, deram início à difusão da religião católica, para o conforto espiritual, atingindo larga extensão a palavra missionária.
Portanto, entre canaviais, a antiga “Ladeira” acolheu os missionários bem como, a Virgem Pastora trazida por eles em outubro de 1782, legando-nos o alegre espírito religioso pastoril, tradição da Península Ibérica.

## Localização
Localizada na região Leste de Sergipe, a 39 quilômetros da cidade de Aracaju, na microrregião do Cotinguiba, a pequena cidade de Divina Pastora, Terra da Fé, do Petróleo, da Renda Irlandesa e da Chegança São Benedito, surge lá no alto, a 78 metros de altitude, entre morros e vales.
São 92 quilômetros quadrados onde moram cerca de 4,4 mil habitantes distribuídos na sede e em dois povoados, chamados Bomfim e Maniçoba, com chuvas que vão dos meses de março a agosto, e temperatura média anual de 25 °C.
O resultado de tanta abundância natural junta é a bela visão que se tem da entrada da cidade. O contorno das espinhas de inúmeros morros transforma a paisagem em um colírio para os olhos, trazendo tranquilidade para quem a aprecia.
E, por estar localizada bem no alto, é o lugar ideal para quem gosta de curtir o frio do inverno. Nos meses de junho e julho, o mais gostoso é se aquecer a noite com animadas conversas junto às pessoas queridas, na Praça da Igreja Matriz.

## Aspectos Históricos
Acredita-se que o município de Divina Pastora, a 39 quilômetros de Aracaju, nasceu de um dos 400 currais de gado existentes em Sergipe na época da invasão holandesa. A plantação de cana-de-açúcar, que mantinha a pecuária e prevalecia na povoação, tempos depois deu lugar à cultura da cana-de-açúcar. Mas aos poucos os engenhos, que alavancaram a economia local e asseguravam emprego para os moradores, foram se fechando e deixando a população em situação difícil.
Não há registro do tempo exato em que a povoação Ladeira, nome dado inicialmente ao município de Divina Pastora, começou a se formar, mas há fatos que podem indicar uma data aproximada. Há indícios de que o Povoado Ladeira, na época do seu surgimento, pertencia à vila mais antiga da Região Cotinguiba, Santo Amaro das Brotas e quando o vigário Manoel Carneiro de Sá tomou posse da paróquia de Pé do Banco (atual município de Siriri), em 18 de fevereiro de 1700, a freguesia de Ladeira já existia.
A evolução administrativa propriamente dita da povoação Ladeira começou com sua independência política. Isto ocorreu  quando seu território foi elevado à categoria de vila, por força da Lei Provincial de 12 de março de 1836, com denominação de Vila de Divina Pastora, desanexada do município de Maruim. Passado quase meio século do apogeu do ciclo da cana-de-açúcar e da pecuária, Divina Pastora foi elevada à categoria de cidade, de conformidade com a Lei Estadual  nº. 150, de 15 de novembro de 1938.

## Aspectos Geográficos
Localiza-se a uma latitude 10º41'19" sul e a uma longitude 37º08'54" oeste, estando a uma altitude de 78 metros.
Esse município fica distante da capital 34 km, tem um área geográfica de 90,328 km², localiza-se na microrregião do Cotinguiba e no território do Leste Sergipano. A hidrografia é formada pelas bacias do  Rio Sergipe e do Rio Japaratuba. Constituem a drenagem principal os rios Sergipe, Maniçoba, Ganhamoroba e Siriri, ou seja, há água em abundância.
Seu relevo apresenta características de unidades geomorfológicas de planícies litorâneas e fluviais, superfície dos rios Cotinguiba, Sergipe e pediplano sertanejo. Estas contêm relevo dissecado em colinas e cristas e interflúvios tabulares. Os solos são podzólico vermelho-amarelo (ricos em ferro e lima que ser formam sob umidade, condições frias e ácidas, especialmente em áreas ricas em quartzo), vertisol (predispondo o cultivo de produtos como algodão, trigo, sorgo sacarina e arroz), hidromórficos, entre outros, o que caracteriza o solo como fértil. Na maior parte do território predominam arenito, siltitos, folhelhos, calcário e dolomitos da formação de Riachuelo e areias finas e grossas com níveis argilosos.
A vegetação está caracterizada por capoeira, caatinga e vestígios de mata atlântica. Em seus limites estão os municípios:  Santa Rosa de Lima, Riachuelo, Laranjeiras, Maruim, Rosário do Catete, Siriri e Nossa Senhora das Dores.
A principal via de acesso ao município é a Rodovia SE 160, que interliga o município de Riachuelo a Divina Pastora. O transporte coletivo de passageiros é feito pela Cooperativa de Transporte Alternativo de Passageiros do Estado de Sergipe (COOPERTALSE), tendo como ponto de partida o Terminal Rodoviário Governador Luiz Garcia (Rodoviária Velha), no Centro da capital Sergipana.
O Censo Demográfico de 2010 registrou uma população de 4.326 pessoas, distribuídas na sede do município e nos povoados Bonfim e Maniçoba. Estima-se que, em 1º de julho de 2017, a população municipal alcançou o total de 5.058 habitantes.

## Aspectos Econômicos
A economia de Divina Pastora está centrada na agricultura, com destaque no cultivo da cana-de-açúcar, mandioca e manga. A criação esta centrada nos rebanhos bovinos, equinos , suínos  e nos galináceos. O comércio local não tem muita expressividade, há algumas mercearias, bares e pequenos restaurantes. Afora este comércio, a feira acontece todos os sábados.
A exploração do petróleo se constitui num elemento significativo para a economia divina-pastorense, atividade que confere ao município a 34ª posição no ranking do Produto Interno Bruto estadual (dados relativos ao ano de 2015). Divina Pastora possui 258 poços de petróleo em atividade e dois restaurantes 24 horas da Petrobras para atendimento de suas equipes, sendo que um está na cidade e outro no povoado Maniçoba.
Divina Pastora é considerada a quarta maior produtora de petróleo do Estado, cujo óleo é de boa qualidade. Além disso, o município desperta o interesse de várias empresas de fabricação de combustíveis, principalmente às ligadas ao desenvolvimento sustentável.
Representantes de diversos órgãos públicos e privados têm visitado a cidade no intuito de discutirem incentivos à economia. Exemplo recente é a implantação de uma usina de bicombustíveis, produzido a partir da extração da garapa de uma planta chamada Sorgo Sacarina, similar à cana-de-açúcar.
Convém ressaltar o artesanato de Divina Pastora, que ganhou o mundo e ficou famoso, principalmente a Renda Irlandesa. Originária de Milão (Itália), não se sabem as razões  desse nome. Além desta, a cidade conta com artesãs que desenvolvem o ponto cruz e o redendê.
As fontes de receitas do município estão pautadas em FPM, ICMS, Royalties, ITR, IPVA, ISS, IRF, IPI - Exportação, FUNDEB, dentre outros.

## Aspectos Culturais

### Igreja Matriz Nossa Senhora Divina Pastora
A herança cultural deixada pelos missionários encontra-se hoje representada na Igreja Matriz de Divina Pastora à “pintura ilusionista” – obra realizada por José Theóphilo de Jesus, que eterniza nos corações dos fiéis.
O singelo motivo pastoril representa a Santíssima em sua forma mais original que se tem no Brasil, numa belíssima composição ornada de cenas bíblicas do Velho Testamento e de elementos decorativos arquitetônicos utilizados na pintura do período colonial.
A magnífica pintura, realizada no teto da nave da igreja, é considerada pelos estudiosos a obra-prima de Theóphilo, a qual nos transmite a humildade paradisíaca do tema bucólico.
A Basílica é uma construção do século XVIII. O seu frontispício assinala o inconfundível estilo jesuítico no Nordeste. No seu interior predomina o barroco na sua Segunda fase e no forro da nave central está a maior pintura painelística de Sergipe, atribuída ao pintor baiano José Teófilo de Jesus.
A originalidade dessa Igreja consiste em possuir, ao longo da nave, um corredor aberto com cinco arcadas. Esta disposição é atribuída ao fato de ter sido Basílica Votiva de Peregrinação.

### Mata Boacica
O Patrimônio Ecológico denominado de Mata Boacica é constituído por um remanescente da Mata Atlântica, de aproximadamente 4,64 ha., onde possui em seu seio duas nascentes principais: Fonte dos Padres e Fonte Boacica, esta com uma edificação rústica de 112 anos, fundada em 24 de fevereiro de 1901, e que ao longo de muito tempo vem saciando a sede dos moradores da pacata cidade. Possui belos exemplares de árvores, como os ipês-amarelos, sucupiras, gameleiras, oitizeiros, mulungus, entre outras, e as belas e altíssimas uruçucas (Volchisia Elíptica), que exibem suas flores amarelo-ouro no mês de março e abril.
A área em questão está situada na Região do Cotinguiba, pertence à Bacia Hidrográfica do Rio Sergipe. Atualmente a vegetação da Mata Boacica tem fisionomia herbáceo/arbustiva, tendo sido identificada espécies lenhosas e epífitas. As nascentes de água da área em questão são oriundas das águas subterrâneas do aquífero livre granular da Formação Barreiras e drenadas para um córrego que escoa pela Mata Boacica e dão origem ao Rio Ganhamoroba que desemboca no Rio Sergipe.
A Fonte Boacica é um tanque público de uso doméstico e junto com a Fonte dos Padres são utilizadas pela DESO no abastecimento d’água à comunidade. A DESO utiliza uma vazão de aproximadamente 35,54m3/h das duas fontes.

### Peregrinação à Divina Pastora
A peregrinação ao Santuário de Nossa Senhora Divina Pastora é mais expressiva manifestação de fé no Estado de Sergipe. Esse evento foi criado em agosto de 1958, pelo então Padre Luciano José Cabral Duarte, que após retornar do doutorado em Filosofia na Sorbonne, tentou criar uma peregrinação dos universitários. A influência dessa manifestação era a peregrinação dos estudantes franceses à Catedral de Chartres, criada em 1914 por Charles Peguy. A primeira peregrinação à Divina Pastora reuniu cerca de 50 estudantes universitários das faculdades sergipanas. Esses jovens eram integrantes da Juventude Universitária Católica (JUC) e o Padre Luciano Duarte era o capelão.
Considerada a cidade com maior número de peregrinações em Sergipe, Divina Pastora ganha o apelido de "Terra da Fé" recebendo todos os anos milhares de fiéis, romeiros e pagadores de promessas dos mais diferentes lugares do Brasil.
A peregrinação mais conhecida é realizada hoje no 3º domingo de outubro, em devoção à padroeira local que dá nome ao município, percorrendo os nove quilômetros que separa Divina Pastora a Riachuelo.
A Peregrinação à Divina Pastora foi criada em setembro de 1958, quando o então, Padre Luciano Cabral Duarte, com um grupo de jovens universitários resolveu homenagear a Virgem Pastora com uma caminhada saindo da cidade de Riachuelo. Ao longo dos anos os adeptos foram aumentando e hoje atrai milhares de fiéis pagadores de promessas. Católicos saem em caravana de vários municípios do Estado e até de diversos pontos do país.
Aproximadamente 100 mil pessoas visitam a cidade no terceiro domingo de outubro de cada ano. Com a criação da peregrinação Nossa Senhora Divina Pastora passou a ser não só a padroeira da cidade, mas de todos os sergipanos.
Sobre a peregrinação ao Santuário de Nossa Senhora Divina Pastora tem um livro que explica a origem da devoção na Espanha e as transformações que ocorreram na cidade nas primeiras edições.

### Chegança São Benedito
A Chegança São Benedito de Divina Pastora, assim denominada, é uma das mais antigas do Estado de Sergipe, foi resgatada em 8 de janeiro de 2001.
Os personagens, quase todos, homens, utilizam como vestimentas uniformes da marinha, segundo o escalão militar, entre eles temos: Capitão-Piloto, Capitão-Tenente, Almirante, General entre outros; fazem parte, também, os seguintes personagens: Padre, Médico, Pandeiristas, Rainha, Princesas e outros.
Atualmente possui 37 componentes e é dividida em atos ou partes: do Guarda-Marinho; do remo com a ração dos marujos; da rezinga grande; da louvação na Igreja; das famosas marchas de rua; da mourama ou combate.
Essa manifestação cultural retrata as grandes façanhas marítimas dos portugueses durante o Império de Portugal; não se sabe ao certo como surgiu, porém, sabe-se que é a dramatização das lutas trágicas das conquistas do mar vivido pelos portugueses. É evidenciada a fusão de várias tradições ibéricas, como a comemoração à vitória dos cristãos sobre os mouros invasores de Portugal e também a comemoração da vitória do Catolicismo Romano sobre o Maometismo.

### Renda Irlandesa
A história da renda irlandesa começa muito antes do que imaginam as rendeiras que difundiram essa técnica na cidade, seus primeiros registros datam do século XV. Quando o bordado estava se tornando repetitivo, houve inovação por parte das artesãs medievais, que começaram a alterar a forma de fazê-los, levando à descoberta da renda de agulha. Foi na Itália que surgiu, além de outras rendas, a irlandesa, que apesar de ser assim chamada foi repassada pelas missionárias da Itália às missionárias da Irlanda, que posteriormente chegaram ao Brasil e difundiram a técnica em Divina Pastora.
A renda irlandesa é um tipo de renda de agulha, dentre as muitas existentes no Brasil. Combina uma multiplicidade de pontos executados com fios de linha tendo como suporte o lacê, produto industrializado que se apresenta sob várias formas, sendo o fitilho e o cordão os mais conhecidos na atualidade.

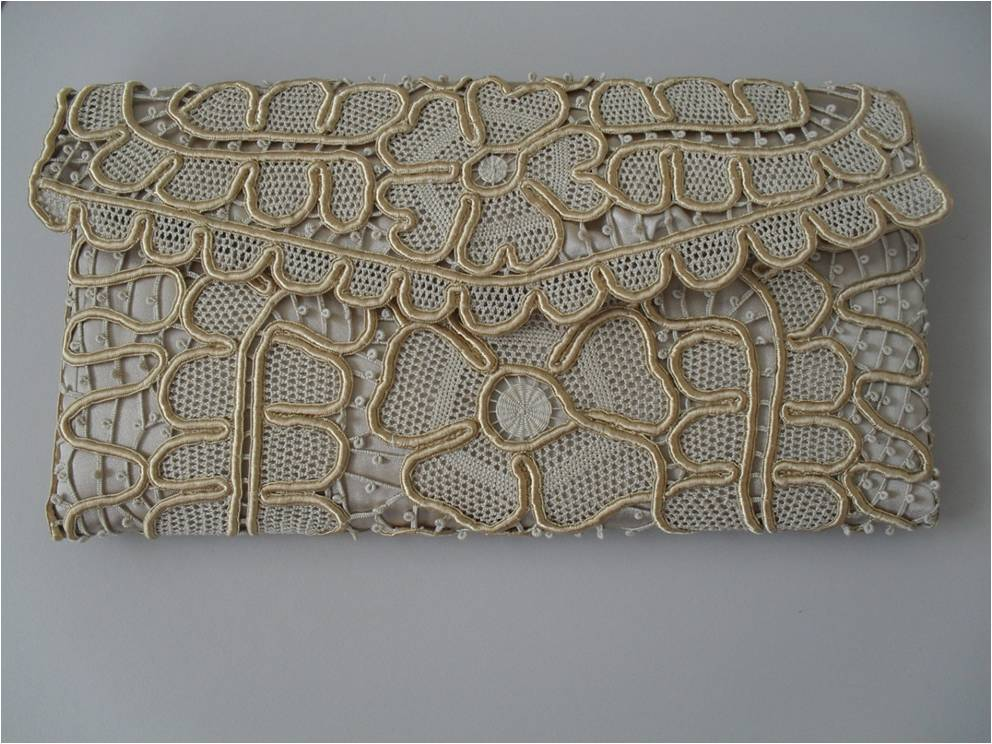

O modo fazer a renda irlandesa, tendo como referência as peças produzidas pelas artesãs do município de Divina Pastora/ SE, foi incluído no Livro de Registro dos Saberes Nacional e reconhecido como Patrimônio Cultural do Brasil pelo Instituto do Patrimônio Histórico e Artístico Nacional (IPHAN).
Em Sergipe, a opção das mulheres no município de Divina Pastora por trabalharem com o lacê do tipo cordão sedoso achatado, mesmo empregando uma técnica que é muito difundida no Nordeste, resultou na confecção de uma renda singular, de grande beleza, ressaltada pelo relevo e brilho do lacê. Isto confere ao produto do seu trabalho um diferencial em relação às rendas produzidas em vários estados da Região.
A renda irlandesa produzida pelas mulheres de Divina Pastora, bem como em outros municípios de Sergipe, é classificada como do tipo “renda de agulha”. No processo de registro estão listadas duas dezenas de pontos apresentados em mostruário, os quais são nomeados com base na analogia  a animais e vegetais que integram o universo das rendeiras, como por exemplo, pé-de-galinha, espinha-de-peixe, aranha, casinha-de-abelha e abacaxi.
Desse modo, a renda irlandesa de Divina Pastora, devido ao tipo de matéria prima empregada, apresenta características próprias, gerando um produto em que textura, brilho, relevo, sinuosidades dos desenhos se combinam de modo especial, resultando numa renda original e sofisticada.
A Associação para o Desenvolvimento da Renda Irlandesa de Divina Pastora (ASDEREN) foi fundada em 2000 com o apoio do Programa Artesanato Solidário. A Renda Irlandesa produzida em Divina Pastora foi reconhecida com o Título de Patrimônio Cultural do Brasil no dia 27 de novembro de 2008.